# کوه ویلهلم
کوه ویلهلم (به انگلیسی: Mount Wilhelm، به آلمانی: Wilhelmsberg) کوهی به ارتفاع ۴٬۵۰۹ متر واقع در پاپوآ گینه نو است. این کوه که در رشته‌کوه بیسمارک قرار دارد بلندترین نقطهٔ این رشته‌کوه و بلندترین کوه پاپوآ گینه نو است. کوه ویلهلم به افتخار یکی از پسران اتو فون بیسمارک، صدراعظم آلمان، چنین نام‌گذاری شده‌است.

## مشخصات
کوه ویلهلم در رشته‌کوه بیسمارک در استان سیمبو در جنوب غربی مادانگ قرار دارد. در این کوه یخچالهایی که قدمتشان به اواخر دورهٔ پلیستوسن می‌رسد، دریاچه‌های یخچالی، دریاچه‌های عمیق کوهستانی و دره‌هایی Uشکل قابل مشاهده‌اند. همچنین پوشش جنگلی در این کوه در حداقل قرار دارد. جنگل‌های کوهستانی پایین‌دست در ارتفاعی بین ۲۶۳۰ تا ۳۰۰۰ متر قابل مشاهده‌اند و ارتفاع تاج‌پوش آن‌ها به ۳۰ متر می‌رسد. از ارتفاع ۳۰۵۰ متر تا ۳۶۶۰ متر جنگل‌های کوهستانی بالادست قرار دارند که تنها شامل یک لایهٔ انبوه از درختانی است که همچون تاجی کوه را در بر گرفته‌اند. سایبان این درختان بین ۱۰ تا ۲۰ متر ارتفاع دارد. در ارتفاع ۳۶۶۰ متر بوته‌ها و درختان کوتاه‌قد قرار گرفته‌اند که ارتفاع سایبانشان به ۶ متر می‌رسد.
پوشش جانوری کوه ویلهلم پستاندارانی از خانوادهٔ کیسه‌داران و پرندگانی همچون عقاب پاپوآیی، عسل‌گیر ریش‌دراز، دم‌دراز بهشتی پرنسس استفانی و مرغ براق کاکلی را شامل می‌شود.
کوه ویلهلم در عین حال بخشی از پارک ملی کوه ویلهلم است که در سال ۱۹۷۶ تأسیس شد. این پارک مساحتی در حدود ۴٬۸۵۶ هکتار را دربر می‌گیرد.